# Aidemedia lutetiae
Aidemedia lutetiae James & Olson, 1991 è un uccello passeriforme estinto della famiglia Fringillidae.

## Etimologia
Il nome scientifico della specie, lutetiae, rappresenta il genitivo singolare di Lutetia, nome latino della città di Parigi.

## Descrizione
La specie è nota solo in base a resti subfossili: si trattava di uccelletti dall'aspetto tipico dei fringillidi, muniti di un becco sottile ma robusto, più dritto e sottile rispetto a quello delle congeneri e provvisto di parte superiore piuttosto appiattita.

## Biologia
Molto verosimilmente si trattava di uccelli diurni e dalla dieta essenzialmente insettivora: la forte muscolatura del becco veniva probabilmente utilizzata per aprirlo dopo averlo infilato in un substrato, estraendo i piccoli animali in esso nascostisi, similmente a quanto osservabile nelle varie specie di sturnella, il cui becco (per questioni di evoluzione convergente) risulta conformato in maniera analoga a questa specie.

## Distribuzione e habitat
Aidemedia lutetiae viveva sulle isole hawaiiane di Molokai e Maui: la sua presenza su più isole, piuttosto che dovuta a una mobilità della specie (osservabile invece in specie come l'iiwi e l'ou), sarebbe dovuta a una presenza già in epoca preistorica, quando esse erano unite da ponti di terra a formare l'isola di Maui Nui (come osservabile negli estinti fringuelli di Maui Nui e akialoa di Lanai). Per questo motivo, si pensa (sebbene non esistano per ora resti subfossili a supporto di tale tesi) che A. lutetiae popolasse anche l'isola di Lanai.

## Estinzione
Questi uccelli si sono estinti anteriormente all'arrivo degli europei nell'arcipelago, ma successivamente all'arrivo dei coloni polinesiani alle Hawaii, quasi sicuramente a causa dell'alterazione dell'habitat boschivo da parte dell'uomo e degli animali giunti al suo seguito.